# Oberonioides
Oberonioides es un género  de orquídeas, de la tribu Malaxideae de la subfamilia (Epidendroideae). Comprende 2 especies descritas y  aceptadas. Es originaria de Asia desde China hasta Indochina..

## Taxonomía
El género fue descrito por  Dariusz Szlachetko  y publicado en Fragmenta Floristica et Geobotanica Suppl. 3: 134. 1995. La especie tipo es: Oberonioides oberoniiflora (Seidenf.) Szlach.

## Especies aceptadas
A continuación se brinda un listado de las especies del género Oberonioides aceptadas hasta marzo de 2013, ordenadas alfabéticamente. Para cada una se indica el nombre binomial seguido del autor, abreviado según las convenciones y usos.
- Oberonioides microtatantha (Tang & F.T.Wang) Szlach.
- Oberonioides oberoniiflora (Seidenf.) Szlach.